# Hall of Fame Tennis Championships 1998 - Qualificazioni singolare
Le qualificazioni del singolare  dell'Hall of Fame Tennis Championships 1998 sono state un torneo di tennis preliminare per accedere alla fase finale della manifestazione. I vincitori dell'ultimo turno sono entrati di diritto nel tabellone principale. In caso di ritiro di uno o più giocatori aventi diritto a questi sono subentrati i lucky loser, ossia i giocatori che hanno perso nell'ultimo turno ma che avevano una classifica più alta rispetto agli altri partecipanti che avevano comunque perso nel turno finale.
Le qualificazioni del torneo Hall of Fame Tennis Championships 1998 prevedevano 32 partecipanti di cui 4 sono entrati nel tabellone principale.

## Teste di serie
1. Laurence Tieleman (primo turno)
2. Peter Tramacchi (ultimo turno)
3. Doug Flach (primo turno)
4. David Nainkin (ultimo turno)

1. Kevin Ullyett (Qualificato)
2. Steven Randjelovic (Qualificato)
3. Lorenzo Manta (Qualificato)
4. Michael Joyce (secondo turno)

## Qualificati
1. Lorenzo Manta
2. Mark Knowles

1. Steven Randjelovic
2. Kevin Ullyett

## Tabellone

### Legenda
| - Q = Qualificato - WC = Wild card - LL = Lucky loser | - ALT = Alternate - SE = Special Exempt - PR = Protected Ranking | - w/o = Walkover - r = Ritirato - d = Squalificato |

### Sezione 1
|  | Primo turno  | Primo turno        | Primo turno        | Primo turno        | Primo turno |  |  | Secondo turno      | Secondo turno      | Secondo turno | Secondo turno | Secondo turno |   |   | Ultimo turno | Ultimo turno | Ultimo turno | Ultimo turno | Ultimo turno |  |
|  |              |                    |                    |                    |             |  |  |                    |                    |               |               |               |   |   |              |              |              |              |              |  |
|  |              | Patrik Gottesleben | Patrik Gottesleben | Patrik Gottesleben | W-O         |  |  |                    |                    |               |               |               |   |   |              |              |              |              |              |  |
|  | 1            | Laurence Tieleman  | Laurence Tieleman  | Laurence Tieleman  |             |  |  | Patrik Gottesleben | Patrik Gottesleben | 4             | 6             | 4             |   |   |              |              |              |              |              |  |
|  | Kent Kinnear | Kent Kinnear       | 3                  | 6                  | 6           |  |  | Kent Kinnear       | Kent Kinnear       | 6             | 2             | 6             |   |   |              |              |              |              |              |  |
|  | Eric Taino   | Eric Taino         | 6                  | 3                  | 4           |  |  |                    |                    |               |               |               |   |   |              | Kent Kinnear | Kent Kinnear | 3            | 5            |  |
|  | Ryan Clark   | Ryan Clark         | Ryan Clark         | 6                  | 6           |  |  |                    |                    | 7             | Lorenzo Manta | Lorenzo Manta | 6 | 7 |              |              |              |              |              |  |
|  | Brad Thyroff | Brad Thyroff       | Brad Thyroff       | 1                  | 4           |  |  |                    | Ryan Clark         | Ryan Clark    | 2             | 3             |   |   |              |              |              |              |              |  |
|  | 7            | Lorenzo Manta      | Lorenzo Manta      | 6                  | 6           |  |  | 7                  | Lorenzo Manta      | Lorenzo Manta | 6             | 6             |   |   |              |              |              |              |              |  |
|  |              | Yuri Stetsenko     | Yuri Stetsenko     | 0                  | 3           |  |  |                    |                    |               |               |               |   |   |              |              |              |              |              |  |

### Sezione 2
|  | Primo turno    | Primo turno      | Primo turno      | Primo turno | Primo turno |  |  | Secondo turno | Secondo turno   | Secondo turno | Secondo turno | Secondo turno |   |   | Ultimo turno | Ultimo turno    | Ultimo turno | Ultimo turno | Ultimo turno |  |
|  |                |                  |                  |             |             |  |  |               |                 |               |               |               |   |   |              |                 |              |              |              |  |
|  | 2              | Peter Tramacchi  | Peter Tramacchi  | 6           | 6           |  |  |               |                 |               |               |               |   |   |              |                 |              |              |              |  |
|  |                | Tsolak Gevorgyan | Tsolak Gevorgyan | 0           | 1           |  |  | 2             | Peter Tramacchi | 1             | 6             | 6             |   |   |              |                 |              |              |              |  |
|  | Andrew Painter | Andrew Painter   | Andrew Painter   | 7           | 7           |  |  |               | Andrew Painter  | 6             | 3             | 4             |   |   |              |                 |              |              |              |  |
|  | Peter Handoyo  | Peter Handoyo    | Peter Handoyo    | 6           | 5           |  |  |               |                 |               |               |               |   |   | 2            | Peter Tramacchi | 7            | 3            | 4            |  |
|  | Mark Knowles   | Mark Knowles     | 3                | 6           | 7           |  |  |               |                 |               | Mark Knowles  | 6             | 6 | 6 |              |                 |              |              |              |  |
|  | Brad Pearce    | Brad Pearce      | 6                | 4           | 6           |  |  |               | Mark Knowles    | 5             | 6             | 7             |   |   |              |                 |              |              |              |  |
|  | 8              | Michael Joyce    | Michael Joyce    | 6           | 6           |  |  | 8             | Michael Joyce   | 7             | 4             | 5             |   |   |              |                 |              |              |              |  |
|  |                | Grant Silcock    | Grant Silcock    | 3           | 3           |  |  |               |                 |               |               |               |   |   |              |                 |              |              |              |  |

### Sezione 3
|  | Primo turno       | Primo turno        | Primo turno        | Primo turno | Primo turno |  |  | Secondo turno   | Secondo turno      | Secondo turno   | Secondo turno      | Secondo turno |   |   | Ultimo turno | Ultimo turno  | Ultimo turno | Ultimo turno | Ultimo turno |  |
|  |                   |                    |                    |             |             |  |  |                 |                    |                 |                    |               |   |   |              |               |              |              |              |  |
|  |                   | Paul Kilderry      | 5                  | 6           | 6           |  |  |                 |                    |                 |                    |               |   |   |              |               |              |              |              |  |
|  | 3                 | Doug Flach         | 7                  | 4           | 3           |  |  | Paul Kilderry   | Paul Kilderry      | Paul Kilderry   | 6                  | 6             |   |   |              |               |              |              |              |  |
|  | Patricio Arquez   | Patricio Arquez    | 6                  | 4           | 6           |  |  | Patricio Arquez | Patricio Arquez    | Patricio Arquez | 2                  | 3             |   |   |              |               |              |              |              |  |
|  | Robert Simik      | Robert Simik       | 4                  | 6           | 2           |  |  |                 |                    |                 |                    |               |   |   |              | Paul Kilderry | 6            | 4            | 4            |  |
|  | Bernardo Martínez | Bernardo Martínez  | 2                  | 6           | 6           |  |  |                 |                    | 6               | Steven Randjelovic | 2             | 6 | 6 |              |               |              |              |              |  |
|  | Jeff Landau       | Jeff Landau        | 6                  | 3           | 3           |  |  |                 | Bernardo Martínez  | 4               | 6                  | 5             |   |   |              |               |              |              |              |  |
|  | 6                 | Steven Randjelovic | Steven Randjelovic | 6           | 6           |  |  | 6               | Steven Randjelovic | 6               | 3                  | 7             |   |   |              |               |              |              |              |  |
|  |                   | Will Ritter        | Will Ritter        | 3           | 4           |  |  |                 |                    |                 |                    |               |   |   |              |               |              |              |              |  |

### Sezione 4
|  | Primo turno         | Primo turno         | Primo turno     | Primo turno | Primo turno |  |  | Secondo turno | Secondo turno  | Secondo turno  | Secondo turno | Secondo turno |   |   | Ultimo turno | Ultimo turno  | Ultimo turno  | Ultimo turno | Ultimo turno |  |
|  |                     |                     |                 |             |             |  |  |               |                |                |               |               |   |   |              |               |               |              |              |  |
|  | 4                   | David Nainkin       | David Nainkin   | 7           | 6           |  |  |               |                |                |               |               |   |   |              |               |               |              |              |  |
|  |                     | Andres Zingman      | Andres Zingman  | 6           | 2           |  |  | 4             | David Nainkin  | David Nainkin  | 6             | 6             |   |   |              |               |               |              |              |  |
|  | Joshua Hausman      | Joshua Hausman      | 3               | 6           | 6           |  |  |               | Joshua Hausman | Joshua Hausman | 1             | 4             |   |   |              |               |               |              |              |  |
|  | Mitch Sprengelmeyer | Mitch Sprengelmeyer | 6               | 3           | 4           |  |  |               |                |                |               |               |   |   | 4            | David Nainkin | David Nainkin | 3            | 1            |  |
|  | Mitty Arnold        | Mitty Arnold        | 6               | 1           | 7           |  |  |               |                | 5              | Kevin Ullyett | Kevin Ullyett | 6 | 6 |              |               |               |              |              |  |
|  | Greg Van Emburgh    | Greg Van Emburgh    | 1               | 6           | 6           |  |  |               | Mitty Arnold   | Mitty Arnold   | 6             | 6             |   |   |              |               |               |              |              |  |
|  | 5                   | Kevin Ullyett       | Kevin Ullyett   | 6           | 6           |  |  | 5             | Kevin Ullyett  | Kevin Ullyett  | 7             | 7             |   |   |              |               |               |              |              |  |
|  |                     | Myles Wakefield     | Myles Wakefield | 4           | 4           |  |  |               |                |                |               |               |   |   |              |               |               |              |              |  |